# Philipp Jarnach
Philipp Jarnach, född 26 juni 1892, död 17 december 1982, var en fransk-tysk tonsättare av katalansk härkomst.
Jarnach var från 1927 professor i komposition vid Musikhögskolan i Köln. Han tillhörde sin tids mest framstående modernistiska tyska tonsättare. Han har komponerat en symfoni, ett förspel till Prometeus, en stråkkvartett, en stråkkvintett (atonal) och annan kammarmusik, pianostycken, sånger med mera.